# Эпименид
Эпимени́д (др.-греч. Ἐπιμενίδης) — древнегреческий жрец и провидец, представитель предфилософской традиции, эпический поэт.

## Биография
Эпименид родился в VII веке до н. э. в Фесте на Крите, жил потом в Кноссе; в древних сказаниях изображается любимцем богов и прорицателем. По словам Аристотеля, он не предсказывал будущего, но разъяснял тёмное прошлое. Сообщается о его особом космогоническом учении. По Эпимениду было два первоначала — Аэр и Ночь. Когда афиняне после восстания Килона хотели очиститься от Килонова проклятия, они пригласили Эпименида для принесения очистительных жертв (в 596 до н. э.). Эпименид совершил жертвоприношения и в вознаграждение взял только ветвь с оливы, посвящённой Афине и заключил договор о дружбе между кносцами и афинянами.

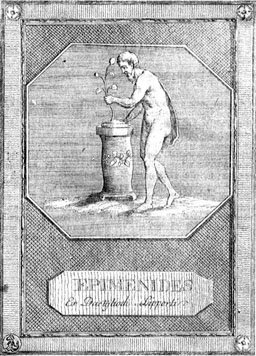
Эпименид

По преданию, Эпименид юношей заснул в зачарованной пещере Зевса на горе Ида и проснулся лишь через 57 лет (миф, лёгший в основу «Пробуждения Эпименида» Гёте). По другой версии, находясь в ней, он постился и пребывал в продолжительных экстатических состояниях. В любом случае, пещеру он покинул обладателем «великих мудростей», а именно, определённой экстатической техники. Путешествуя повсюду, он предсказывал будущее, разъяснял скрытый смысл прошлого и очищал города от миазмов, порождённых преступлениями.
Исторически известный Эпименид умер в преклонной старости (якобы 154 года), на Крите. Некоторые учёные отрицали существование Эпименида. Ср. Schultess, «De Epimenide Crete» (Бонн, 1877); G. Busolt, «Griechische Geschichte» (II, § 16).

## Высказывания
Эпимениду приписывается стих о лживости критян (цитирован в Библии, в Новом Завете в «Послании к Титу» апостола Павла, 1:12: Κρήτες ἀεί ψεύσται и т.д.), приводимый издавна в логиках как пример порочного круга (circulus vitiosus), ввиду критского происхождения самого Эпименида. По одной из версий, ему принадлежат также слова, процитированные апостолом Павлом в его речи в Афинах в библейской книге «Деяния святых апостолов»: «ибо мы Им живём и движемся и существуем, как и некоторые из ваших стихотворцев говорили: „мы Его и род“» (17:28). По другим версиям, Павел цитирует философа Клеанфа, поэта Арата, либо поэта Пиндара, либо сразу их всех («некоторые из ваших стихотворцев»).